# Извору Анештилор (Мехединци)
Извору Анештилор (рум. Izvoru Aneștilor) насеље је у Румунији у округу Мехединци у општини Ливезиле. Oпштина се налази на надморској висини од 209 m.

## Становништво
Према подацима из 2002. године у насељу је живело 298 становника, од којих су сви румунске националности.